# 和歌山県小学校一覧
| 総数                        | 229校・4分校       |
| 国立                        | 1校                |
| 公立                        | 226校・4分校       |
| 私立                        | 2校                |
| 教育委員会所在地            | 〒640－8585        |
| 和歌山市小松原通一丁目1番地 |                    |
| 公式サイト                  | 和歌山県教育委員会 |

和歌山県小学校一覧（わかやまけんしょうがっこういちらん）は、和歌山県の小学校の一覧。

## 国立小学校
- 和歌山大学教育学部附属小学校

## 公立小学校

### 和歌山市
- 和歌山市立芦原小学校
- 和歌山市立有功東小学校
- 和歌山市立有功小学校
- 和歌山市立今福小学校
- 和歌山市立太田小学校
- 和歌山市立岡崎小学校
- 和歌山市立小倉小学校
- 和歌山市立伏虎義務教育学校
- 和歌山市立加太小学校
- 和歌山市立川永小学校
- 和歌山市立紀伊小学校
- 和歌山市立貴志小学校
- 和歌山市立貴志南小学校
- 和歌山市立木本小学校
- 和歌山市立楠見小学校
- 和歌山市立楠見西小学校
- 和歌山市立楠見東小学校
- 和歌山市立雑賀小学校
- 和歌山市立雑賀崎小学校
- 和歌山市立三田小学校
- 和歌山市立山東小学校
- 和歌山市立四箇郷小学校
- 和歌山市立四箇郷北小学校
- 和歌山市立新南小学校
- 和歌山市立砂山小学校
- 和歌山市立高松小学校
- 和歌山市立中之島小学校
- 和歌山市立名草小学校
- 和歌山市立鳴滝小学校
- 和歌山市立西脇小学校
  - 和歌山市立西脇小学校みらい分校
- 和歌山市立大新小学校
- 和歌山市立西和佐小学校
- 和歌山市立直川小学校
- 和歌山市立野崎小学校
- 和歌山市立野崎西小学校
- 和歌山市立八幡台小学校
- 和歌山市立浜宮小学校
- 和歌山市立東山東小学校
- 和歌山市立広瀬小学校
- 和歌山市立吹上小学校
- 和歌山市立福島小学校
- 和歌山市立松江小学校
- 和歌山市立湊小学校
- 和歌山市立宮小学校
- 和歌山市立宮北小学校
- 和歌山市立宮前小学校
- 和歌山市立安原小学校
  - 和歌山市立安原小学校吉原分校
- 和歌山市立山口小学校
- 和歌山市立和歌浦小学校
- 和歌山市立和佐小学校
- 和歌山市立藤戸台小学校

### 海南市
- 海南市立黒江小学校
- 海南市立日方小学校
- 海南市立内海小学校
- 海南市立大野小学校
- 海南市立亀川小学校
- 海南市立巽小学校
- 海南市立北野上小学校
- 海南市立中野上小学校
- 海南市立南野上小学校
- 海南市立下津小学校
- 海南市立加茂川小学校
- 海南市立塩津小学校
- 海南市立大東小学校

### 橋本市
- 橋本市立紀見小学校
- 橋本市立柱本小学校
- 橋本市立境原小学校
- 橋本市立橋本小学校
- 橋本市立学文路小学校
- 橋本市立清水小学校
- 橋本市立隅田小学校
- 橋本市立恋野小学校
- 橋本市立西部小学校
- 橋本市立城山小学校
- 橋本市立三石小学校
- 橋本市立高野口小学校
- 橋本市立応其小学校
- 橋本市立あやの台小学校[1]

### 有田市
- 有田市立箕島小学校
- 有田市立田鶴小学校
- 有田市立保田小学校
- 有田市立宮原小学校
- 有田市立糸我小学校
- 有田市立初島小学校
- 有田市立港小学校

### 御坊市
- 御坊市立御坊小学校
- 御坊市立野口小学校
- 御坊市立塩屋小学校
- 御坊市立藤田小学校
- 御坊市立名田小学校
- 御坊市立湯川小学校

### 田辺市
- 田辺市立田辺第一小学校
- 田辺市立田辺第二小学校
- 田辺市立田辺第三小学校
- 田辺市立芳養小学校
- 田辺市立大坊小学校
- 田辺市立稲成小学校
- 田辺市立近野小学校
- 田辺市立三里小学校
- 田辺市立会津小学校
- 田辺市立田辺東部小学校
- 田辺市立新庄小学校
- 田辺市立新庄第二小学校
- 田辺市立中芳養小学校
- 田辺市立上芳養小学校
- 田辺市立中山路小学校
- 田辺市立上山路小学校
- 田辺市立中辺路小学校
- 田辺市立鮎川小学校
- 田辺市立本宮小学校
- 田辺市立上秋津小学校
- 田辺市立秋津川小学校
- 田辺市立三栖小学校
- 田辺市立長野小学校
- 田辺市立咲楽小学校
- 田辺市立龍神小学校

### 新宮市
- 新宮市立王子ヶ浜小学校
- 新宮市立高田小学校
- 新宮市立神倉小学校
- 新宮市立三輪崎小学校
- 新宮市立熊野川小学校

### 紀の川市
- 紀の川市立安楽川小学校
- 紀の川市立池田小学校
- 紀の川市立麻生津小学校
- 紀の川市立上名手小学校
- 紀の川市立川原小学校
- 紀の川市立粉河小学校
- 紀の川市立田中小学校
  - 紀の川市立田中小学校高野分校
- 紀の川市立調月小学校
- 紀の川市立名手小学校
- 紀の川市立長田小学校
- 紀の川市立中貴志小学校
- 紀の川市立西貴志小学校
- 紀の川市立東貴志小学校
- 紀の川市立丸栖小学校
- 紀の川市立竜門小学校

### 岩出市
- 岩出市立岩出小学校
- 岩出市立山崎小学校
- 岩出市立根来小学校
- 岩出市立上岩出小学校
- 岩出市立山崎北小学校
- 岩出市立中央小学校

### 海草郡
- 紀美野町立野上小学校
- 紀美野町立小川小学校
- 紀美野町立下神野小学校

### 伊都郡
- かつらぎ町立笠田小学校
- かつらぎ町立大谷小学校
- かつらぎ町立妙寺小学校
- かつらぎ町立渋田小学校
- かつらぎ町立梁瀬小学校
- 九度山町立九度山小学校
- 九度山町立河根小学校
- 高野町立高野山小学校
- 高野町立花坂小学校
- 高野町立富貴小学校

### 有田郡
- 湯浅町立湯浅小学校
- 湯浅町立山田小学校
- 湯浅町立田栖川小学校
  - 湯浅町立田栖川小学校吉川分校
- 湯浅町立田村小学校
- 広川町立津木小学校
- 広川町立広小学校
- 広川町立南広小学校
  - 広川町立南広小学校西広分校
  - 広川町立南広小学校井関分校
- 有田川町立藤並小学校
- 有田川町立御霊小学校
- 有田川町立田殿小学校
- 有田川町立石垣小学校
- 有田川町立小川小学校
- 有田川町立鳥屋城小学校
- 有田川町立西ヶ峯小学校
- 有田川町立安諦小学校
- 有田川町立五西月小学校
- 有田川町立粟生小学校
- 有田川町立楠本小学校
- 有田川町立久野原小学校
- 有田川町立八幡小学校

### 日高郡
- 由良町立由良小学校
- 日高町立内原小学校
- 日高町立志賀小学校
- 日高町立比井小学校
- 美浜町立松原小学校
- 美浜町立和田小学校
- みなべ町立南部小学校
- みなべ町立岩代小学校
- みなべ町立上南部小学校
- みなべ町立高城小学校
- みなべ町立清川小学校
- 印南町立稲原小学校
- 印南町立印南小学校
- 印南町立切目小学校
- 印南町立清流小学校
- 日高川町立江川小学校
- 日高川町立和佐小学校
- 日高川町立山野小学校
- 日高川町立三百瀬小学校
- 日高川町立川辺西小学校
- 日高川町立中津小学校
- 日高川町立笠松小学校
- 日高川町立川原河小学校
- 日高川町立寒川第一小学校

### 西牟婁郡
- 白浜町立白浜第一小学校
- 白浜町立白浜第二小学校
- 白浜町立西富田小学校
- 白浜町立富田小学校
- 白浜町立北富田小学校
- 白浜町立南白浜小学校
- 白浜町立日置小学校
- 白浜町立安宅小学校
- 白浜町立安居小学校
- 上富田町立朝来小学校
- 上富田町立生馬小学校
- 上富田町立岩田小学校
- 上富田町立岡小学校
- 上富田町立市ノ瀬小学校
- すさみ町立周参見小学校

### 東牟婁郡
- 古座川町立高池小学校
- 古座川町立明神小学校
- 古座川町立三尾川小学校
- 串本町立串本小学校
- 串本町立橋杭小学校
- 串本町立潮岬小学校
- 串本町立出雲小学校
- 串本町立串本西小学校
- 串本町立大島小学校
- 串本町立田原小学校
- 串本町立古座小学校
- 串本町立西向小学校
- 那智勝浦町立宇久井小学校
- 那智勝浦町立市野々小学校
- 那智勝浦町立勝浦小学校
- 那智勝浦町立色川小学校
- 那智勝浦町立太田小学校
- 那智勝浦町立下里小学校
- 太地町立太地小学校
- 北山村立北山小学校

## 私立小学校
- 智辯学園和歌山小学校
- きのくに子どもの村学園小学校